# Büschel-Rose
Die Büschel-Rose (Rosa multiflora), auch Vielblütige Rose, Rispen-Rose oder auch Polyantha-Rose genannt, ist eine Pflanzenart aus der Gattung Rosen (Rosa) innerhalb der Familie der Rosengewächse (Rosaceae). Sie stammt aus Ostasien.

## Beschreibung
Die Büschel-Rose ist ein breitwüchsiger Strauch, der Wuchshöhen von bis 3 Metern erreicht und auch bis zu 5 Meter hoch klettern kann. Die relativ dünnen Zweige sind rötlich oder bräunlich grün, sie neigen sich sehr bald über, und sie treiben bei Bodenberührung Wurzeln aus. Es sind nur wenige Stacheln vorhanden oder sie fehlen ganz.
Die wechselständig angeordneten Laubblätter sind in Blattstiel sowie Blattspreite gegliedert. Die unpaarig gefiederte Blattspreite ist 5 bis 10 Zentimeter lang und besitzt meist sieben oder neun Blättchen. Die Fiederblättchen sind bei einer Länge von 1,5 bis 5 Zentimetern verkehrt-eiförmig bis elliptisch mit spitzem, zugespitzten oder stumpfem oberen Ende, gesägt, oberseits glänzend grün, unterseits mattgrün und meist behaart. Die Nebenblätter sind auffällig kammförmig zerschlitzt.
Die Blütezeit liegt im Juni bis Juli. Am vorjährigen Holz stehen in großen kegelförmigen rispigen Blütenständen bis zu 500 Blüten. Tragblätter fehlen meist. Die mit einem Durchmesser von 1 bis 2 Zentimetern relativ kleinen, nach Honig duftenden Blüten sind radiärsymmetrisch und fünfzählig mit doppelter Blütenhülle. Die Kelchblätter sind eiförmig, gefiedert, auf der Rückseite drüsenborstig, nach der Blüte zurückgeschlagen und hinfällig. Die fünf freien Kronblätter sind weiß. Die Griffel sind lang und zu einer Säule verwachsen.
Die bei Reife orangefarbene bis rote Hagebutte ist bei einem Durchmesser von 5 bis 7 Millimeter relativ klein und verkehrt-eiförmig bis kugelig.
Die Chromosomenzahl beträgt 2n = 14, seltener 21.

## Verbreitung
Rosa multiflora ist in Ostasien verbreitet: Japan, China, Taiwan und Korea.
In Deutschland wächst die Büschel-Rose invasiv v. a. entlang von Bahnstrecken.

## Taxonomie
Die Erstveröffentlichung von Rosa multiflora erfolgte 1784 durch Carl Peter Thunberg. Das Artepitheton multiflora ist vom lateinischen multiflora für vielblütig abgeleitet. Synonyme von Rosa multiflora Thunb. sind: Rosa polyantha Siebold & Zucc., Rosa quelpaertensis H.Lév., Rosa mokanensis var. quelpaertensis (H.Lév.) E.Willm., Rosa multiflora var. adenophylla Franch. & Sav., Rosa multiflora var. hiburiensis Uyeki, Rosa multiflora var. legitima Regel, Rosa multiflora var. microphylla Franch. & Sav., Rosa multiflora Thunb. var. multiflora, Rosa polyantha var. erubescens Nakai, Rosa polyantha var. glabrescens Honda, Rosa polyantha var. glabrifoliolata (Uyeki) Honda, Rosa polyantha var. hiburiensis (Uyeki) Honda, Rosa polyantha var. inermis Hisauti, Rosa polyantha var. pilosissima Nakai ex T.Kawamoto, Rosa polyantha var. quelpaertensis (H.Lév.) Nakai.

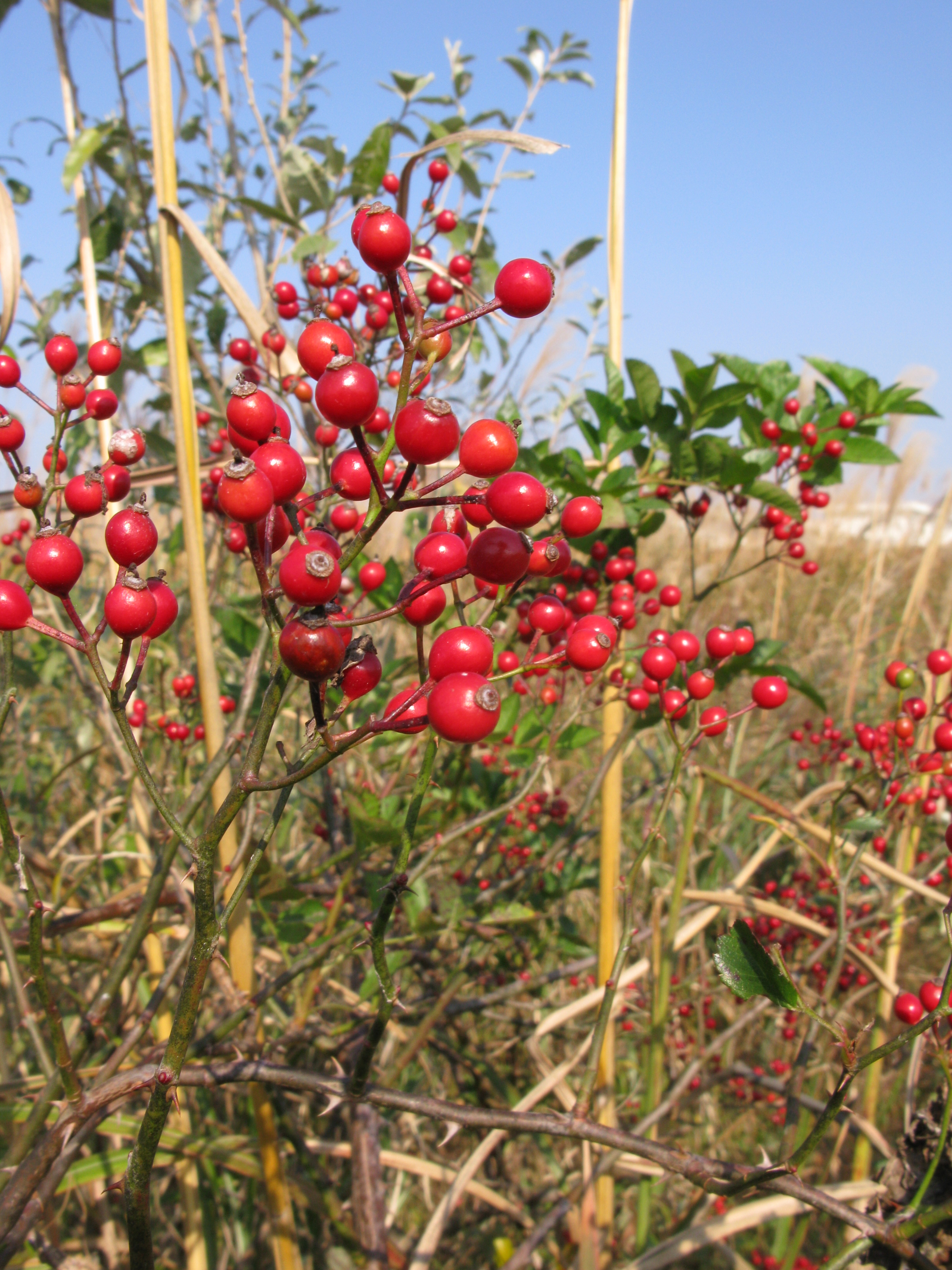
Ast mit Hagebutten

## Verwendung
Die Wildrose Rosa multiflora wird häufig als Unterlage für Rambler-Rosen und andere büschelblütige Rosen verwendet, weil ihre Stecklinge sich leicht bewurzeln. Sie bildet leicht Hybriden und wurde in viele Gartenrosen eingekreuzt. Besonders ihre Eigenschaft, viele Blüten in Büscheln hervorzubringen, ist in der Rosenzüchtung gefragt. Eine Sorte ist Rosa multiflora 'Carnea' mit hohem Wuchs und kleinen, gefüllten zartrosa Blüten.
Als Bienenweide ist Rosa multiflora wertvoll. Ihre kleinen Früchte werden selten verwertet. Rosa multiflora ist winterhart bis −29 °C (USDA-Zone 5), raschwüchsig und gut für Heckenpflanzung geeignet.